# Louis Allier de Hauteroche
Louis Allier de Hauteroche (Lione, 1766 – Parigi, 1827) è stato un numismatico francese.
Accumulò una vastissima collezione di monete greche, raccolte durante i suoi lunghi viaggi in Oriente.
È autore di alcuni testi di numismatica del Vicino oriente e di un saggio su Saffo.  
La sua raccolta è descritta in Description des médailles antiques du cabinet de M. Allier de Hauteroche, compilata da lui e da Théophile Marion Dumersan
A lui è intitolato il "Prix Allier de Hauteroche" della Académie des inscriptions et belles-lettres, riservato a opere numismatiche. 